# Festival de jazz de Saint-Sébastien
Le Festival de Jazz de Saint-Sébastien (nom officiel : Jazzaldia) a lieu chaque année la troisième semaine de juillet dans la ville basque de Donostia / San Sebastián (Saint-Sébastien), célèbre destination touristique depuis le XIXe siècle pour ses paysages, son histoire et son activité culturelle et gastronomique.
Créé en 1966, c’est le plus ancien festival de jazz d’Espagne et l’un des plus anciens d’Europe.
Le Jazzaldia organise une centaine de concerts, gratuits ou payants, dans une douzaine d’espaces fermés ou en plein air. Les plus populaires sont ceux de la plage de Zurriola et de la terrasse du Kursaal.

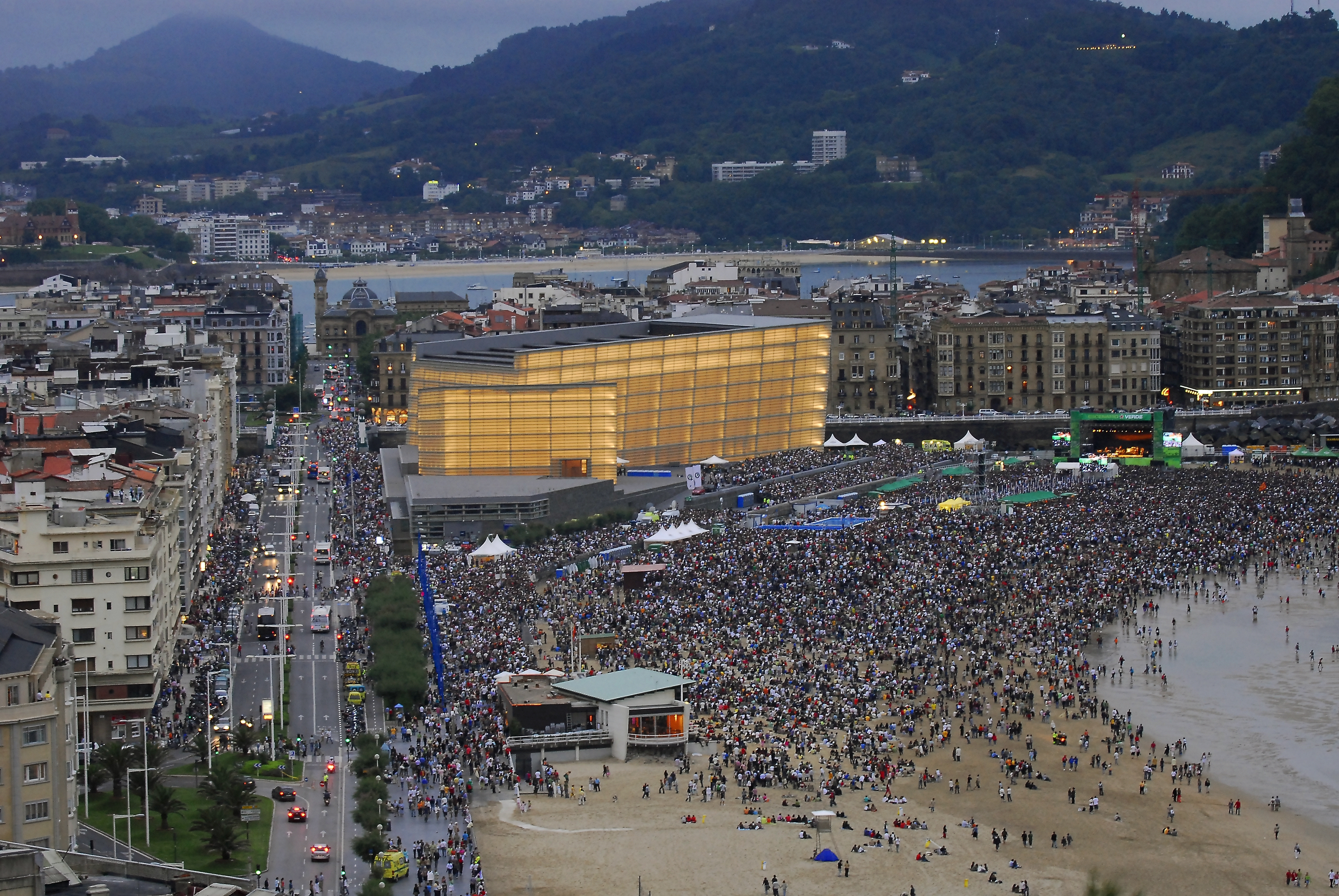
La Scène à la plage de Zurriola..

## Histoire
Le Festival de Jazz de Saint-Sébastien (Jazzaldia) est le plus ancien d’Espagne et l’un des plus anciens d’Europe. Il a lieu sans interruption depuis 1966.
L’histoire du Festival de Jazz de Saint-Sébastien est parallèle à l’histoire du jazz contemporain. Toutes les grandes figures du jazz y sont passées. On peut souligner des noms historiques tels que Charles Mingus, Ella Fitzgerald, Oscar Peterson, Dizzy Gillespie, Miles Davis, Dexter Gordon, Art Blakey, Ray Charles, Sarah Vaughan, Stan Getz, Don Cherry, Ornette Coleman, Gerry Mulligan, Weather Report, Hank Jones, Sonny Rollins, McCoy Tyner, Wynton Marsalis, B.B. King, Diana Krall, Van Morrison, Liza Minnelli, Pat Metheny, Herbie Hancock, Chick Corea et Keith Jarrett, parmi beaucoup d’autres.
Le premier Festival de Jazz de Saint-Sébastien s’est déroulé les 10 et 11 septembre 1966. À partir de l’année suivante, il s’est tenu au mois de juillet. C’était à l’origine un concours international destiné aux groupes amateurs, et il l’est longtemps resté, avec un seul concert professionnel : le guitariste Mickey Baker.
Comme emplacement pour le festival, les organisateurs ont choisi la Plaza de la Trinidad, construite en 1963 d’après un projet de l’architecte Peña Ganchegui pour célébrer le centenaire de la démolition des remparts de la ville, flanquée par un édifice renaissance (Musée San Telmo), la Basilique Santa María du XVIIIe siècle, les pentes du Mont Urgull et les maisons du vieux quartier.
La Plaza de la Trinidad a incarné au fil des années l’âme du Jazzaldia. Les musiciens adorent jouer là, et le public y est tout près des artistes. Au milieu des années 1970, les grandes vedettes sont arrivées et il a fallu songer à un espace plus vaste. Le festival est alors passé au Palais Omnisports d’Anoeta  puis au Vélodrome, pour revenir enfin à son décor d’origine dès le début des années 1990.

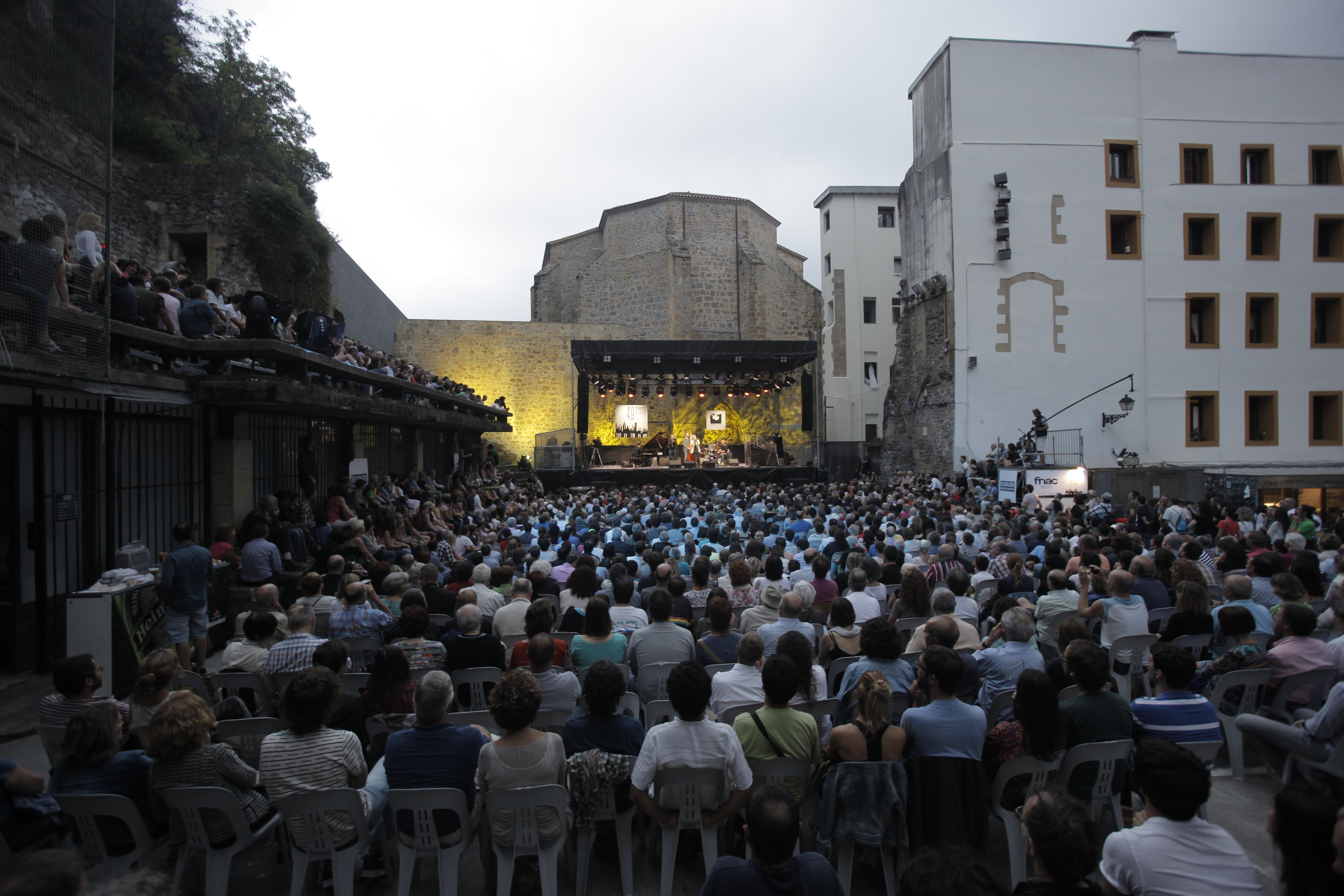
La scène à Plaza de la Trinidad (Place de la Trinité).

Lors des premières éditions, la programmation tournait autour du jazz mainstream, du jazz traditionnel et du blues, avec des artistes comme Milt Buckner, Jo Jones, Cab Calloway, John Lee Hooker ou Muddy Waters.
Puis rapidement le festival s’est actualisé stylistiquement parlant à la suite de deux concerts de Charles Mingus (1974 et 1977). Pendant les années 1980 et 1990, le Festival de Jazz de Saint-Sébastien devient une référence culturelle de premier ordre en Espagne. Certains concerts du Vélodrome, comme celui de Chick Corea en 1981, ont attiré plus de 15000 spectateurs.
En 1992, les organisateurs du festival ont décidé de se retirer du Vélodrome pour réintégrer le lieu d’origine de la manifestation, la Plaza de la Trinidad, puis de multiplier le nombre d’espaces de représentation, douze actuellement, afin de faire entrer le jazz dans tous les coins de la ville.
Une formule qui est toujours en vigueur actuellement, avec un nombre croissant de spectateurs et une ouverture en direction du jeune public à travers les concerts gratuits proposés chaque soir à proximité de la Plage de Zurriola.

## Prix Donostiako Jazzaldia
Depuis 1994, le Jazzaldia décerne le Prix Donostiako Jazzaldia à une figure marquante du jazz ayant participé au festival. C’est une récompense à sa contribution à l’histoire du jazz et à son influence sur les générations futures de musiciens. Le trophée est une plaque qui reproduit le lieu le plus emblématique du festival, la Plaza de la Trinidad.
Les plus grands artistes de jazz figurent au palmarès de ce prix :
- 1994 : Doc Cheatham (en)
- 1995 : Phil Woods
- 1996 : Hank Jones
- 1997 : Steve Lacy
- 1998 : Chick Corea
- 1999 : Max Roach et Clark Terry
- 2000 : Kenny Barron
- 2001 : Ray Brown
- 2002 : Elvin Jones
- 2003 : Bebo Valdés
- 2004 : Shirley Horn et Fernando Trueba
- 2005 : Keith Jarrett et Charles Mingus (in memoriam)
- 2006 : Herbie Hancock
- 2007 : Wayne Shorter
- 2008 : Ahmad Jamal
- 2009 : Roy Haynes
- 2010 : Ron Carter
- 2011 : Toots Thielemans
- 2012 : Jimmy Cobb et Pierre Lafont (in memoriam)
- 2013 : Lee Konitz et Juan Claudio Cifuentes
- 2014 : Toshiko Akiyoshi
- 2015 : Benny Golson
- 2016 : Ellis Marsalis Jr.
- 2017 : Charles Lloyd
- 2018 : Mary Stallings (en) et Michel Portal.
- 2019 : John Zorn
- 2020 : Jorge Pardo, Chano Domínguez et Iñaki Salvador
- 2021 : Chucho Valdés et La Locomotora Negra
- 2022 : Amina Claudine Myers et Mulatu Astatke
- 2023 : Abdullah Ibrahim, Enrico Rava et Yōsuke Yamashita (en)